# 敬括
敬 括（けい かつ、生年不詳 - 771年）は、唐代の官僚。字は叔弓。本貫は河中府河東県。

## 経歴
秘書郎の敬徳の子として生まれた。若くして文章の辞句で知られた。進士に及第し、さらに制科に応じて、右拾遺・内供奉・殿中侍御史を歴任した。天宝末年、宰相の楊国忠が自分につかない者を地方に出させると、敬括は果州刺史として出向した。給事中・兵部侍郎・大理寺卿を歴任した。性格は情に厚く、志は素朴でさっぱりしており、職にあっては名利を求めず、古い習慣に従うだけであった。大暦2年（767年）、周智光が反乱を起こして処断されると、代宗は遵法良質な官吏を近畿の刺史に選抜することとした。敬括は同州刺史となり、御史大夫を兼ね、長春宮等使をつとめた。1年あまりして、入朝して御史大夫となった。下に対しては鈍重で誠心を推し、私事で公を害することがなかったことから、当時の士人に称賛された。大暦6年（771年）3月、死去した。諡は献といった。

## 子女
- 敬謇（大理寺司直）[1]
- 敬寛（太子詹事）[1]
- 敬騫（建州刺史）[5]
- 敬安（大理寺評事）[6]

## 伝記資料
- 『旧唐書』巻115 列伝第65